# Канарис, Константин
Константин Канарис (греч. Κωνσταντίνος Κανάρης; 1790, Псара — 14 сентября 1877, Афины) — греческий адмирал, герой войны за независимость Греции, политик, премьер-министр королевства Греция.

## Биография

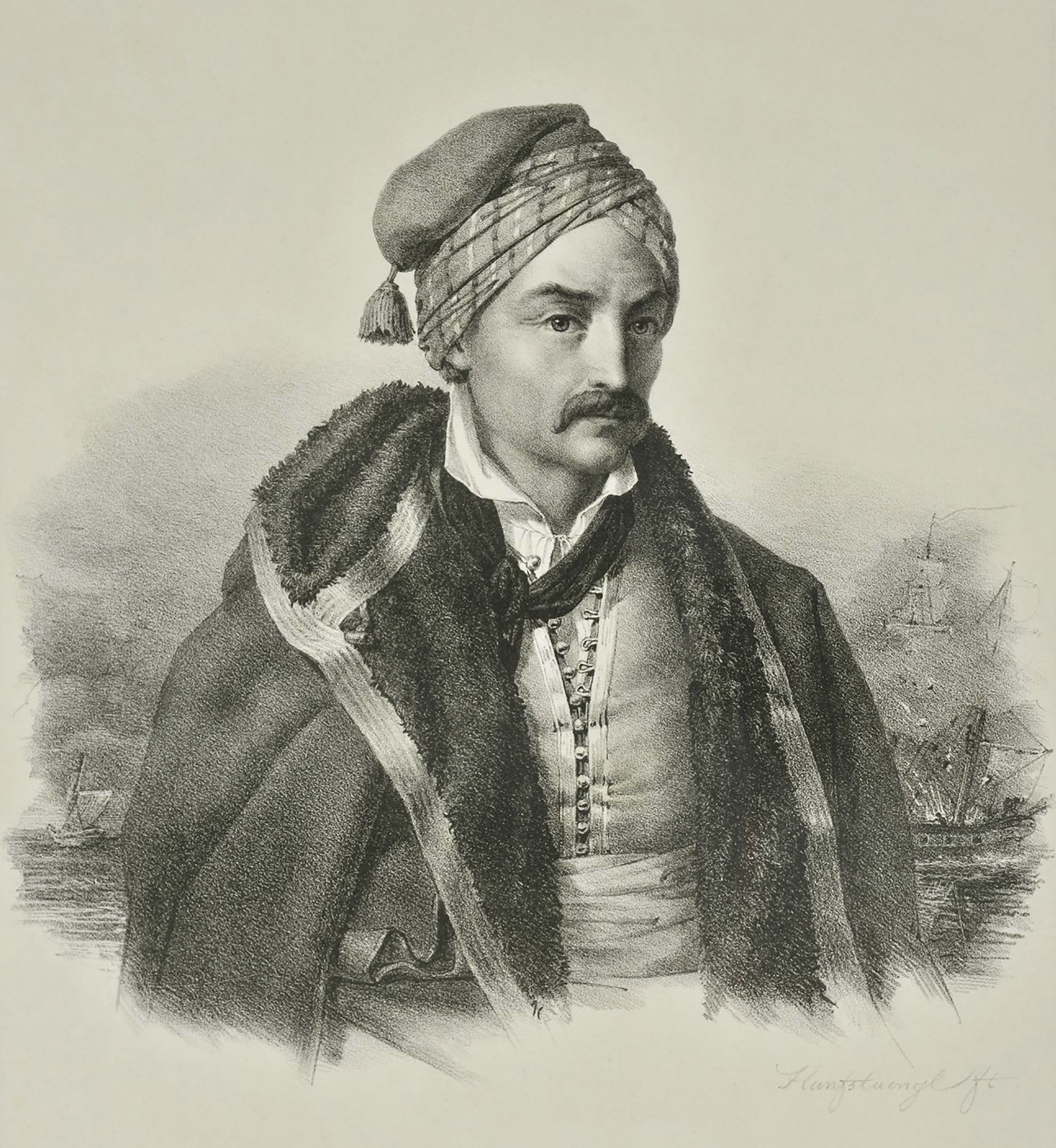
Константин Канарис, Литография Карл Крацайзен

Родился на островке Псара, расположенном недалеко от острова Хиос в Эгейском море. В молодости Канарис был капитаном небольшого торгового судна.

### Греческая революция
22 апреля 1822 года, во время войны за независимость Греции от Османской империи, турки вырезали практически всё население острова Хиос. В отместку за резню Канарис уничтожил флагманский корабль турецкого адмирала Кара-Али Паши в Хиосском проливе.
В ночь с 18 на 19 июня 1822 года два небольших брига под командованием Канариса подошли близ острова Псара к 84-пушечному флагману турецкого флота, на котором в этот момент шло празднование рамадана. Канарис поджёг свои корабли, начинённые порохом, и со своими людьми отплыл на лодках. В результате турецкий флагман был взорван, погибло около двух тысяч человек его команды, включая матросов, офицеров и самого адмирала Пашу. В общей суматохе враг и не думал о преследовании Канариса, который взял с собой, на шлюпку бочку пороху, чтобы взорваться в случае, если он будет настигнут противником.

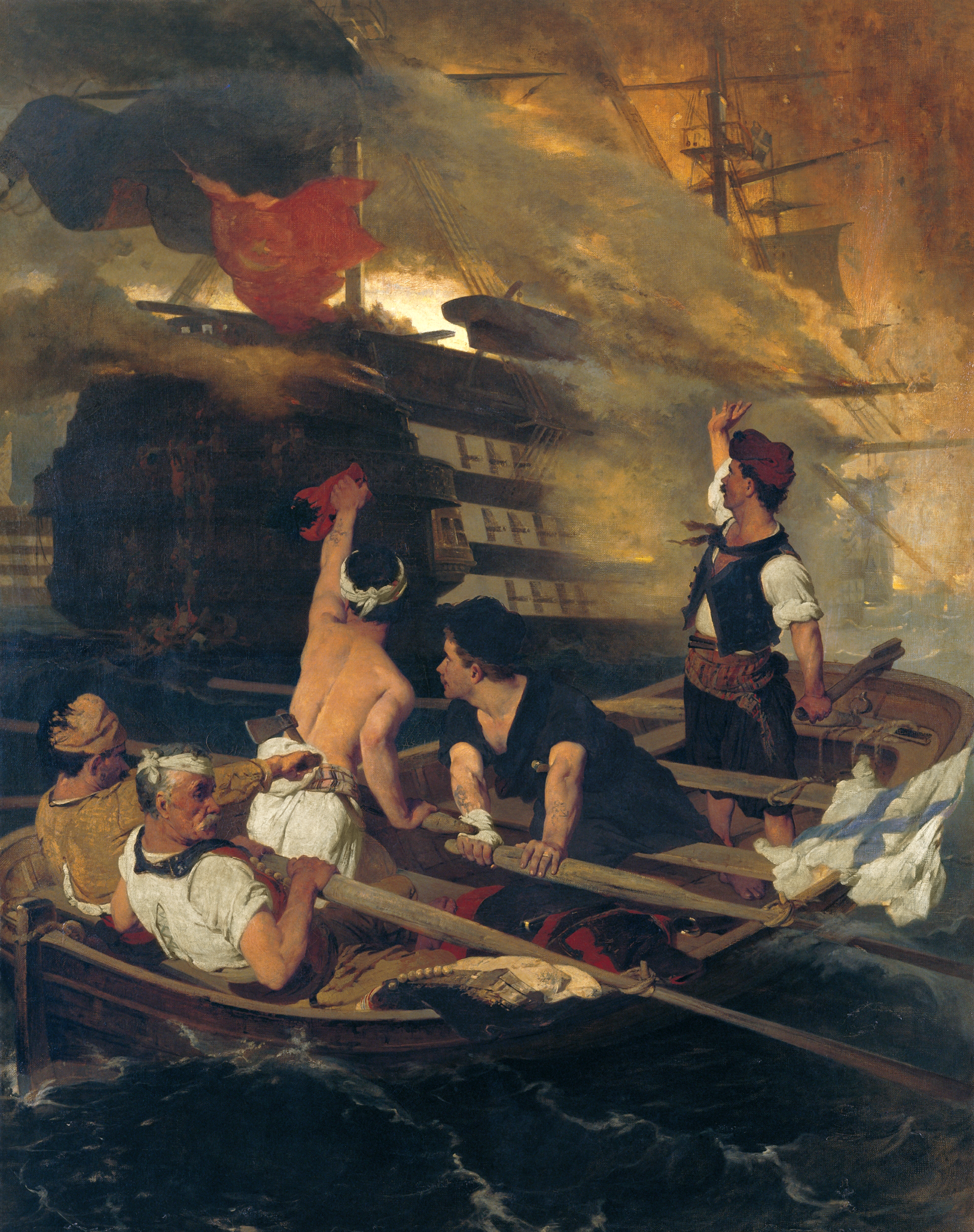
Уничтожение Канарисом турецкого флагмана

9 ноября 1822 года он таким же способом сжёг другой турецкий адмиральский корабль возле острова Тенедос.
17 августа 1824 года в сражении возле Самоса ему удалось сжечь большой турецкий фрегат и несколько транспортных судов, и тем самым спасти остров.
Служа в это время под начальством Миаулиса капитаном в греческом флоте, Канарис сумел внушить к себе глубочайшую преданность матросов. Смелая попытка сжечь в 1825 году египетский флот не удалась ему из-за неблагоприятной погоды.
Когда в 1826 году был создан постоянный греческий военно-морской флот, Канарис командовал фрегатом «Эллада». После войны он продолжил служить на греческом флоте и дослужился до звания адмирала.

### Государственная деятельность

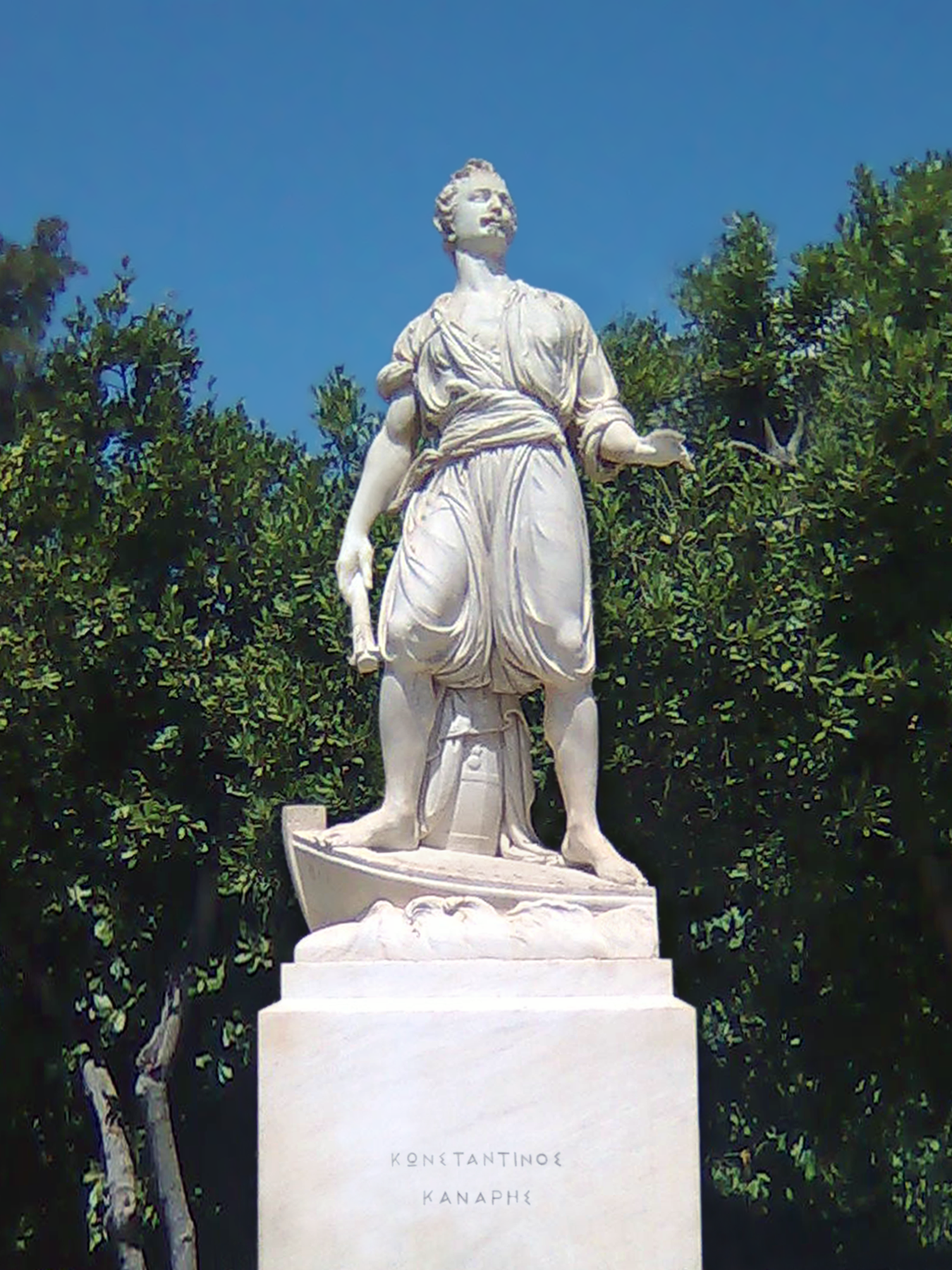
Статуя Константина Канариса в Афинах

В 1827 году был избран депутатом, поддерживал правительство Каподистрии. Отсутствие образования и административных способностей не помешали ему достигнуть на политическом поприще той же славы, что и на военном. В 1848 году был министром-президентом в коалиционном кабинете, в котором сам же был морским министром; в конце 1849 года кабинет Канариса был низвергнут.
Затем Канарис ещё несколько раз был морским министром в разных кабинетах. В январе 1862 года ему поручено составить кабинет, но король Оттон не согласился на его программу либеральных реформ. Канарис примкнул к революционному движению, разразившемуся в том же году в Греции, и в октябре занял вместе с Булгарисом и Руфо место во временном правительстве.
В 1864—1865 годах он дважды стоял во главе кабинета министров и вновь занял этот пост в 1877 году, во время русско-турецкой войны.

## Награды

### Греческие награды
- Орден Спасителя (Королевство Греция): Большой крест, 1864
- Крест войны за независимость 1821–1829 (Королевство Греция)

### Зарубежные награды
- Королевский Гвельфский орден (Королевство Ганновер): Большой крест
- Орден Данеброг (Королевство Дании): Большой крест